# Microsoft PowerPoint
Chronologie des versions
Multiplan
Microsoft PowerPoint est un logiciel de présentation édité par Microsoft. Il fait partie des suites Microsoft 365 Copilot et Microsoft Office. Microsoft PowerPoint fonctionne sous Windows et Mac OS.
La version la plus récente est PowerPoint 2021. Elle fait partie de la suite Office 2021 et du service Microsoft 365. Depuis avril 2014, l'application PowerPoint est disponible sur iPad, iPhone, Windows Phone et Android. Cela entre dans la logique « Office Mobile » de Microsoft de rendre ses logiciels disponibles sur le plus grand nombre de supports (ordinateurs, tablettes, smartphones). PowerPoint est le programme de présentation le plus utilisé dans le monde.

## Histoire
Microsoft Office PowerPoint a été développé à l'origine par Robert Gaskins et le programmeur Dennis Austin (en) sous le nom de Presenter pour la société Forethought, s'inspirant d'un programme similaire créé par Whitfield Diffie.

Logo en 2000.

Logo en 2013.

Forethought sortit PowerPoint 1.0 en avril 1987 pour le Macintosh d'Apple. Il s'exécutait en noir et blanc, générant des pages mêlant textes et graphiques pour une utilisation sur rétroprojecteur. Une nouvelle version tout en couleur arriva un an plus tard, après la sortie commerciale du premier Macintosh couleurs.
Microsoft Corporation racheta Forethought et ses produits logiciels PowerPoint pour la somme de 14M$ le 31 juillet 1987. C'est en 1990 que sort la première version compatible Windows, développée pour Windows 3.0. Depuis 1990, PowerPoint est inclus dans la suite d'applications Microsoft Office (sauf dans les versions de base de la suite).
La version 2002, partie intégrante de la suite Microsoft Office XP et aussi disponible en produit séparé, fournit des caractéristiques telles la comparaison et la fusion de présentations, la capacité de créer des chemins d'animation pour des formes individuelles, des diagrammes pyramidaux/radiaux/cible/de Venn, de nombreuses feuilles de style, un « Task Pane » (qu'on peut traduire par « menu de tâches ») permettant de voir et sélectionner du texte et des objets dans le presse-papier, une protection des présentations par un mot de passe, un album photo généré automatiquement, et l'usage de balises intelligentes permettant aux utilisateurs de sélectionner rapidement le format du texte copié dans la présentation.
Microsoft Office PowerPoint 2003 ne différait pas beaucoup des versions 2002 et XP. Il améliorait la collaboration entre collaborateurs et incluait la fonction « Package for CD » permettant de graver facilement des présentations ayant du contenu multimédia ainsi que la visionneuse sur CD-ROM pour distribution. Cette version a aussi amélioré la prise en charge des graphiques et des éléments multimédia.
La version 2007, sortie en novembre 2006, a apporté des changements majeurs dans l'interface et les possibilités graphiques.
Microsoft Office PowerPoint 2013 est sorti en janvier 2013, offrant les fonctionnalités suivantes :  
- Possibilité de parcourir visuellement les diapositives pendant que l'audience voit uniquement la diapositive que l'on souhaite afficher (en mode présentateur)
- Enregistrement de vos présentations sur votre propre emplacement en ligne tel que votre OneDrive, Dropbox ou le service Office 365 de votre organisation.
- Partage et collaboration en temps réel simplifiés

La version de PowerPoint 2016 apporte plusieurs fonctionnalités, parmi lesquelles :
- Nouveau type de transition (Morph), qui permet de fluidifier les animations, les transitions et les mouvements d’objets dans les diapositives
- Nouveau service Concepteur PowerPoint, qui génère automatiquement diverses idées pour améliorer la lisibilité des diapositives
- Six nouveaux types de graphiques : Compartimentage, Rayons de soleil, Cascade, Histogramme, Pareto, Zone et valeur
- Équations manuscrites (insertion d’équations mathématiques converties en texte)
- Partage simplifié sur OneDrive, OneDrive Entreprise et SharePoint
- Nouveaux thèmes

Elle améliore également l'historique des versions du fichier et simplifie la mise en forme des formes.    
La recherche a été améliorée pour permettre une utilisation fiable et rapide.   

## Fonctionnement
Dans PowerPoint, ainsi que dans la plupart des logiciels de présentation, les textes, images, vidéos et autres objets sont positionnés sur des pages individuelles, les « slides » (on parle aussi de diapositives, de diapos ou de planches). Le terme « slide » fait référence au projecteur de diapositives (« slide projector » en Anglais), un appareil d'une certaine façon obsolète à cause de l'usage de PowerPoint et des logiciels de présentation. Les pages peuvent être imprimées, ou (plus couramment) projetées sur un écran et parcourues par commande du présentateur.
PowerPoint fournit trois types de mouvement. Apparition, agrandissement et disparition d'éléments d'un slide sont contrôlés par ce que PowerPoint appelle Custom Animation (Animation personnalisée). Les transitions, quant à elles, sont des animations entre les diapos. Elles peuvent être animées de nombreuses manières. L'animation personnalisée  peut être utilisée pour créer de petits story-boards en animant l'apparition, le mouvement ou la disparition des images; des voix enregistrées ou des « bulles » peuvent être ajoutées et enlevées pour créer un dialogue. Le design global d'une présentation peut être contrôlé à partir d'une feuille de style; et la structure générale, étendue sur chaque diapo, peut être éditée en utilisant un simple outliner.
Les présentations peuvent être sauvegardées et exécutées dans les formats de fichier suivants : .ppt (présentation; format par défaut), .pps (PowerPoint Show) ou .pot (modèle). Dans PowerPoint 2007 et la version 2008 pour Mac OS X, de nouveaux formats utilisant la technologie Open XML ont été introduits : .pptx, .ppsx et .potx.

## Compatibilité
Comme les fichiers issus de Microsoft Office sont souvent envoyés d'un utilisateur à l'autre, une importante caractéristique d'un logiciel de présentation (tel Keynote d'Apple ou Impress de LibreOffice et Apache OpenOffice) est de pouvoir ouvrir un fichier créé avec Microsoft Office PowerPoint.
Cependant, à cause de la capacité de PowerPoint à embarquer du contenu d'autres applications grâce à OLE, certains types de présentations sont attachés aux plateformes Windows, ce qui signifie que même PowerPoint en version OS X peut ne pas pouvoir ouvrir complètement une présentation créée sous PowerPoint en version Windows.

## Effet culturel
Les adeptes comme les critiques de PowerPoint,, sont généralement d'accord pour dire que l'usage d'un logiciel de présentation permet un gain de temps appréciable pour les personnes qui utiliseraient autrement d'autres types d'aides visuelles comme des diapositives, des tableaux noirs/blancs ou des rétroprojecteurs.
La facilité d'utilisation de ces logiciels encourage aussi ceux qui n'emploieraient pas d'aides visuelles à y recourir.
Au fur et à mesure de la sophistication du style, de l'animation et des capacités multimédia de PowerPoint, et avec le fait que PowerPoint est devenu de manière générale plus simple d'utilisation pour préparer des présentations (même du point de vue de la fonction « AutoContent Wizard » qui suggère une structure pour la présentation — au départ une plaisanterie des ingénieurs de Microsoft mais incorporée comme fonction à part entière dans les années 1990).

## Critiques de PowerPoint et des logiciels de présentation
Une principale source de critiques de PowerPoint vient d'Edward Tufte, un professeur de statistiques et de conception graphique, retraité  de l'Université Yale. Il critique de nombreuses propriétés émergentes de l'application :
- Elle est utilisée pour guider et rassurer le présentateur, davantage que pour donner des indications à l'auditoire ;

- Des tableaux et graphiques inutilisables en raison de la trop basse résolution de l'affichage de l'ordinateur ;

- L'outliner entraînant une hiérarchisation inutilement complexe des idées, elle-même faussée par le besoin de réaffirmer la hiérarchisation sur chaque diapo ;

- La progression linéaire forcée à travers cette hiérarchie (alors qu'avec les dossiers sur papier, les lecteurs pouvaient parcourir et associer les éléments à loisir) ;

- Les choix typographiques douteux et les mises en page malhabiles conçues par des présentateurs sans compétences graphiques ;

- Une pensée simpliste dont les idées sont écrasées dans des listes étriquées, et des synopsis avec un début, un milieu et une fin ;

- Une  image d'objectivité et de neutralité que l'on tend à associer à la science, à la technologie, et à confondre avec un argument massue.

Au bout du compte, chaque présentation ressemble à celle du voisin, étant donné la pauvreté de la bibliothèque de modèles fournis.
Cette critique est valable pour tous les logiciels de présentation, libres ou non.
La critique de Tufte sur l'usage de PowerPoint s'est étendue à son usage par les ingénieurs de la NASA lors des événements qui ont conduit au désastre de Columbia. L'analyse de Tufte d'une planche PowerPoint standard de la NASA est incluse dans une pleine page intitulée « l'ingénierie par les Viewgraphs », dans le Volume 1 du rapport d'enquête sur l'accident de bord de Columbia.
Des généraux ont également émis des critiques, tel le général James Mattis « Power Point nous rend stupides ! », ou le général McMaster « Il y a des problèmes dans le monde qui ne sont pas bullet-izable, c'est dangereux parce que cela crée une illusion de compréhension et une illusion de contrôle ».
Franck Frommer dans son ouvrage La Pensée Powerpoint : enquête sur ce logiciel qui rend stupide dénonce, de son côté, le formatage par le bas de la pensée auquel ce logiciel contribue, en créant les conditions d'une certaine analphabétisation .

## Versions
Les versions pour Mac OS incluent :
- 1987 PowerPoint 1.0 pour Mac OS classic
- 1988 PowerPoint 2.0 pour Mac OS classic
- 1992 PowerPoint 3.0 pour Mac OS classic
- 1994 PowerPoint 4.0 pour Mac OS classic
- 1998 PowerPoint 98 (8.0) pour Mac OS classic (Office 1998 pour Mac)
- 2000 PowerPoint 2001 (9.0) pour Mac OS X (Office 2001 pour Mac)
- 2002 PowerPoint v. X (10.0) pour Mac OS X (Office : mac v. X)
- 2004 PowerPoint 2004 (11.0) pour Mac OS X (Office : mac 2004)
- 2008 PowerPoint 2008 (12.0) pour Mac OS X (Microsoft Office 2008 pour Mac)
- 2011 PowerPoint 2011 (14.0) pour OS X (Microsoft Office 2011 pour Mac)
- 2016 PowerPoint 2016 (16.0) pour OSX (Microsoft Office 2016 pour Mac)
- 2019 PowerPoint 2019 (16.0) pour OSX (Microsoft Office 2019 pour Mac)
- 2021 PowerPoint 2021 (16.0) pour macOS (Microsoft Office 2021 pour Mac)

Note : il n'y a pas de versions 5.0, 6.0 ou 7.0 de PowerPoint pour Mac. Il n'y a pas de versions version 5.0 ou 6.0 car la version Windows 95 a été lancée avec Word 7. Tous les produits Office 95 ont la fonction OLE 2 - déplacer des données automatiquement de divers programmes - et PowerPoint 7 montre qu'il était contemporain de Word 7.0. Il n'y a pas eu de version 7.0 faite pour Mac dans le but de coïncider avec d'autres versions 7.0 pour Windows ou PowerPoint 97.,.
Les versions pour Windows comprennent :
- 1990 PowerPoint 2.0 pour Windows 3.0
- 1992 PowerPoint 3.0 pour Windows 3.1
- 1993 PowerPoint 4.0 (Office 4.x)
- 1995 PowerPoint pour Windows 95 (version 7.0) — (Office 95)
- 1997 PowerPoint 97 — (Office 97)
- 1999 PowerPoint 2000 (version 9.0) — (Office 2000)
- 2001 PowerPoint 2002 (version 10.0) — (Office XP)
- 2003 PowerPoint 2003 (version 11.0) — (Office 2003)
- 2006-2007 PowerPoint 2007 (version 12.0) — (Office 2007)
- 2010 PowerPoint 2010 (version 14.0) — (Office 2010)
- 2013 PowerPoint 2013 (version 15.0) — (Office 2013)
- 2016 PowerPoint 2016 (version 16.0) — (Office 2016)
- 2019 PowerPoint 2019 (version 16.0) — (Office 2019)
- 2021 PowerPoint 2021 — (Office 2021)

Note : il n'y a pas de versions version 5.0 ou 6.0 car la version Windows 95 a été lancée avec Word 7. Tous les produits Office 95 ont la fonction OLE 2 - déplacer des données automatiquement de divers programmes - et PowerPoint 7 montre qu'il était contemporain de Word 7.0.

## Les formats de fichiers
La spécification de format binaire a été disponible sur demande auprès de Microsoft, mais depuis le mois de février 2008, la spécification du format .ppt peut être téléchargée librement et implémentée sous couvert du brevet de licence de spécification ouverte.
Dans Microsoft Office 2007, les formats de fichiers binaires ont été remplacés comme format par défaut par les formats Office Open XML basés sur le XML, qui sont publiés comme standard ouvert.

## Vocabulaire lié à PowerPoint
Diaporama : mode d'affichage pour diffuser une présentation sur un écran.
Diapositive : une page de travail qui s'affiche quand on ouvre un fichier dans powerpoint. Il est possible d'afficher des images, du texte, du son. Chaque diapositive est constituée de plusieurs éléments (arrière, plan, titre, sous-titre, zone de travail…)
Effet de transition : entre chaque diapositive, il est possible d'intégrer des effets qui vont rythmer votre représentation.

## La Visionneuse PowerPoint
La « Visionneuse PowerPoint » (PowerPoint Viewer en anglais) est un logiciel gratuit, édité par Microsoft, destiné aux utilisateurs n'ayant pas acheté la licence PowerPoint. Cette visionneuse permet d'afficher les présentations (fichiers dotés des extensions .ppt, .pps, .pot) créées dans PowerPoint 97 et les versions ultérieures. Elle prend également en charge l'ouverture de présentations PowerPoint protégées par mot de passe. On peut afficher et imprimer ces présentations, mais il n'est pas possible de les modifier. Il n'existe toutefois pas de version pour Mac OS X.
Utilisation du diaporama
- Clic gauche de souris : diapositive suivante ;
- Clic droit : ouverture du menu contextuel ; le choix « Aide » propose d'autres options d'utilisation du diaporama.

## Les certifications PowerPoint
Plusieurs certifications sont disponibles, permettant d'évaluer le niveau en PowerPoint.
- Le MOS ou Microsoft Office Specialist
- Le TOSA (méthode adaptative)[18]
- Evalu.it[19]